# Université de Santander
L'université de Santander (en espagnol : Universidad de Santander - UDES) est une institution universitaire à caractère privé, approuvée par l'État colombien au travers de l'ICFES (en espagnol : Instituto Colombiano para el Fomento de la Educación Superior) et du Ministère de l'Éducation nationale, selon le statut juridique 810 de 1996, et organisée en accord avec les dispositions de la Loi 30 de 1992 réglementant l'éducation supérieure en Colombie.
L'université de Santander compte des campus dans les villes colombiennes de Bucaramanga, Cúcuta, Valledupar et Bogota. Elle offre des programmes technologiques, professionnels et de troisième cycle.

## Emplacement géographique
- Campus de Bucaramanga, UDES : 7° 06′ 19,9368″ N, 73° 05′ 43,782″ O
- Campus de Cúcuta, UDES : 7° 54′ 40,1292″ N, 72° 29′ 59,8632″ O
- Campus de Valledupar, UDES : 10° 28′ 42,456″ N, 73° 14′ 43,0728″ O
- Campus de Bogota, UDES : 4° 39′ 59,1588″ N, 74° 03′ 22,5648″ O

## Histoire
En 1982, l'université de Santander (UDES), en réponse à la demande croissante de professionnels et de techniciens dans les secteurs de la santé, de l'hôtellerie, du tourisme, de la conception des textiles, du marketing et de la publicité, propose ses activités académiques dans ces domaines.
Le 20 décembre 1985, le Ministère de l'Éducation nationale lui attribue un statut juridique en tant qu'Institution d'enseignement supérieur, reconnaissance qui lui permet de développer des programmes sur place et à distance dans les secteurs de l'administration, de l'ingénierie et de l'enseignement. En 1986, l'Institution propose ses activités académiques dans les secteurs des sciences de la santé et devient pionnière dans l'enseignement de programmes technologiques tels que l'instrumentation chirurgicale, la radiologie et la médecine du travail.
Au cours de la décennie 1990 l'université de Santander se développe de manière importante en offrant de nouveaux programmes professionnels et du troisième cycle dans presque tous les secteurs. Avec 87 programmes académiques du premier, deuxième et troisième cycle, elle se positionne comme l'une des universités les plus prospères de la région et consolide ses secteurs des télécommunications et d'informatique. Un campus moderne est construit dans le secteur privilégié des lacs du Cacique. L'UDES crée trois campus : à San José de Cúcuta, à Valledupar et à Bogota, qui forment plus de 10 000 étudiants colombiens.
Elle est officiellement reconnue en tant qu'université par la résolution No 6216 du 22 décembre 2005 avec statut juridique 810 de 1996. L'université de Santander est organisée selon ses propres statuts en accord avec les dispositions de la Loi 30 de 1992. Les étudiants de l'UDES jouissent d'un complexe d'édifices entourés d'un écosystème vert où un constant effort est effectué pour maintenir la flore et la faune natives, travail qui place l'université de Santander, selon le classement de campus durables de UI Green Metric 2013 réalisé par l'université d'Indonésie, en 191e position de la planète et 3e en Colombie (Classement des universités durables), , .